# News of the World Darts Championship 1964
Die News of the World Darts Championship 1964 (offiziell: "News of the World" Individual Darts Championship of England and Wales) war ein Dartsturnier, das am 18. April 1964 im Londoner Alexandra Palace („Ally Pally“) ausgetragen und durch die Boulevardzeitung News of the World gesponsert wurde. Es handelte sich um die 17. Auflage des Turniers als nationale Meisterschaft. Teilnahmeberechtigt waren die acht Gewinner der regionalen Meisterschaften der Saison 1963/64, die in England (Eastern Counties, Lancashire & Cheshire, London & Home Counties, Midland Counties, North of England, Western Counties und Yorkshire) sowie in Wales stattfanden.
Turniersieger wurde Tom Barrett (Regionalmeister London & Home Counties, Odco SC, London), der im Finale Ray Hatton (Regionalmeister Lancashire & Cheshire, Flower of the Valley Hotel, Rochdale) besiegen konnte. Als walisischer Regionalmeister nahm Jim March (Foresters Arms, Blackwood) an der Veranstaltung teil.

## Turnierplan
|  | Viertelfinale (Best of 3 Legs) | Viertelfinale (Best of 3 Legs) |             |   | Halbfinale (Best of 3 Legs) | Halbfinale (Best of 3 Legs) |  |  | Finale (Best of 3 Legs) | Finale (Best of 3 Legs) |
|  |                                |                                |             |   |                             |                             |  |  |                         |                         |
|  | Mick Smith                     | 2                              |             |   |                             |                             |  |  |                         |                         |
|  | Reg Parkhouse                  | 0                              |             |   |                             |                             |  |  |                         |                         |
|  | Reg Parkhouse                  | 0                              | Mick Smith  | 1 |                             |                             |  |  |                         |                         |
|  |                                |                                | Mick Smith  | 1 |                             |                             |  |  |                         |                         |
|  |                                | Tom Barrett                    | 2           |   |                             |                             |  |  |                         |                         |
|  | Tom Barrett                    | Tom Barrett                    | 2           | 2 |                             |                             |  |  |                         |                         |
|  | Tom Barrett                    |                                |             | 2 |                             |                             |  |  |                         |                         |
|  | Jack Wallace                   | 0                              |             |   |                             |                             |  |  |                         |                         |
|  |                                |                                | Tom Barrett | 2 |                             |                             |  |  |                         |                         |
|  |                                | Ray Hatton                     | 0           |   |                             |                             |  |  |                         |                         |
|  | Jim March                      | 2                              |             |   |                             |                             |  |  |                         |                         |
|  | Eddie Brown                    | 1                              |             |   |                             |                             |  |  |                         |                         |
|  | Eddie Brown                    | 1                              | Jim March   | 1 |                             |                             |  |  |                         |                         |
|  |                                |                                | Jim March   | 1 |                             |                             |  |  |                         |                         |
|  |                                | Ray Hatton                     | 2           |   |                             |                             |  |  |                         |                         |
|  | Ray Hatton                     | Ray Hatton                     | 2           | 2 |                             |                             |  |  |                         |                         |
|  | Ray Hatton                     |                                |             | 2 |                             |                             |  |  |                         |                         |
|  | Clayton Whitlock               | 1                              |             |   |                             |                             |  |  |                         |                         |